# Ruth Schleiermacher
Ruth Schleiermacher, née le 3 novembre 1949 à Wunsiedel, est une patineuse de vitesse est-allemande.

## Carrière
Ruth Schleiermacher remporte aux Championnats du monde de sprint de patinage de vitesse la médaille d'or en 1971 à Inzell.